# Мурко, Валентин Васильевич
Мурко Валентин Васильевич (11 марта 1937, Херсон — 2 июля 2012) — инженер-кораблестроитель.
После окончания в 1955 г. мореходной школы военно-морских сил в Севастополе ходил на судах Управления вспомогательных судов и гаваней Черноморского флота (УВСГ ЧФ) до 1958 г. С 1958 по 1964 г. учился в Николаевском кораблестроительном институте. Затем был направлен в г. Северодвинск на предприятие «Звездочка», где проработал до 1971 г. Занимал должности строителя кораблей, ответственного сдатчика, главного строителя атомных подводных лодок (АПЛ).
В 1971—1972 гг. работал на строящемся «судоремонтном заводе Нерпа» главным инженером, а с 1972 г. директором завода. В 1983 г. был направлен на учёбу в Академию народного хозяйства СССР, которую окончил с отличием в 1985 г. После окончания академии работал в Министерстве судостроительной промышленности СССР начальником 12-го ГПУ, а затем начальником 1-го Главного управления, членом коллегии Министерства до конца 1991 года.
В 1992—1993 гг. занимал пост вице-президента концерна «Морское кораблестроение», а с 1993 по 2004 г. должность президента ОАО «Морское кораблестроение» вплоть до ухода на пенсию.

## Общие сведения
Инженер-кораблестроитель, специалист в области управления, организации и технологии судостроения, ремонта, модернизации и переоборудования атомных подводных лодок и больших надводных кораблей. Начальник 12-го Главного Управления (1986—1988 гг.), а с момента укрупнения главков министерства — начальник 1-го Главного управления (1988—1991 гг.), член коллегии, член научно-технического совета Министерства судостроительной промышленности СССР. Заместитель председателя Межведомственного координационного совета по обеспечению создания опытных и головных подводных лодок, глубоководных аппаратов и технических средств (назначен решением Военно-промышленной комиссии Совета Министров СССР).
Участник разработок ремонтной и модернизационной документации для первых отечественных атомных торпедных подводных лодок проекта 627А, первых отечественных крейсерских ПЛА проекта 658М с баллистическими ракетами, крейсерских ПЛА проектов 675 и 675МКВ с крылатыми ракетами, больших атомных ракетно-топливных подводных лодок проектов 671 и 671РТМ, крейсерских ПЛА проекта 670М с крылатыми ракетами, атомных ракетных подводных крейсеров стратегического назначения проектов 667А, 667Б, 667БД, 667БДР, 941УТТХ, а также для эсминцев проекта 56, легких крейсеров проекта 68бис, ракетных крейсеров проекта 58, больших противолодочных кораблей (БПК) проекта 61М, противолодочных крейсеров проекта 1123, БПК проекта 1134А типа «Кронштадт», БПК проекта 1134Б типа «Николаев», сторожевых противолодочных кораблей проекта 1135 и тяжелых авианосных крейсеров проекта 1143 типа «Киев», проходивших ремонт на заводах 12 ГПУ Минсудпрома. Будучи директором новостроившегося судоремонтного завода «Нерпа», непосредственно руководил, как заказчик, проектированием и постройкой завода и заводского посёлка Вьюжный (ныне г. Снежногорск). Лауреат Государственной премии Совета Министров СССР (1985 г.). Почетный гражданин города Мурманск-60 (ныне г. Снежногорск Мурманской Области). Имя Валентина Васильевича Мурко занесено в Книгу Почета города Северодвинска (1967 г.). За участие в спасательной операции линкора «Новороссийск» (октябрь 1955 г.) награждён почетной грамотой Центрального Комитета ВЛКСМ (1957 г.). Внес существенный личный вклад в поддержание боеготовности и повышение боевой мощи океанского ракетно-ядерного флота Советского Союза.

## Образование
Родился 11 марта 1937 г. в г. Херсоне.
Окончил 8 классов средней школы (1953 г.) в г. Запорожье, Мореходную школу ВМФ в г. Севастополе (1955 г.) с присвоением квалификации «рулевой-сигнальщик 1-го класса». Учебную практику проходил на крейсере проекта 68бис «Михаил Кутузов». После окончания Мореходного училища работал в Управлении вспомогательных судов и гаваней Черноморского флота в г. Севастополе. На судах работал до 1958 г. Будучи рулевым на МБ-131, участвовал в спасательной операции линкора «Новороссийск». В то же время получил среднее образование в школе рабочей молодёжи № 9 в г. Севастополе.
Окончил Николаевский Кораблестроительный институт (1958—1964 гг.) Преддипломную практику проходил на Северном машиностроительном предприятии в г. Северодвинске. Впервые в Николаевском кораблестроительном институте разработал и защитил дипломный проект по атомной подводной лодке-истребителю.
Окончил Институт повышения квалификации работников Министерства судостроительной промышленности СССР в группе директоров заводов резерва министра (1974 г.), курсы в Институте управления народным хозяйством при Академии народного хозяйства СССР (1980 г.) и с отличием Академию народного хозяйства при Совете Министров СССР (1983—1985 гг.).
После окончания кораблестроительного института по личному желанию был направлен на работу в г. Северодвинск на Машиностроительное предприятие «Звездочка».

## Конструкторская и заводская деятельность
Август 1964-декабрь 1965 гг. — помощник строителя, строитель по ракетному комплексу Д-4 (с сентября 1964 г.) на крейсерской ПЛА проекта 658 К-149 (заводской номер 907), проходившей ремонт и модернизацию по проекту 658М: установлен ракетный комплекс Д-4 с подводным стартом ракет Р-21;
1966 — декабрь 1967 гг. — ответственный сдатчик крейсерской ПЛА проекта 658М К-40 (заводской номер 904). На ПЛА был установлен ракетный комплекс Д-4. Подводная лодка после ремонта и модернизации была сдана ВМФ 28 декабря 1967 г.;
апрель 1968 — август 1971 гг. — заместитель начальника 2-го отдела строителей кораблей (в дальнейшем 5-й отдел), главный строитель ПЛА.
В 1968 г. к стенке завода пришвартовался и встал на переоборудование и ремонт атомный ледокол «Ленин», который завод сдал заказчику (Министерству морского флота) в 1970 г. На этот период В. В. Мурко был назначен ответственным за ремонт и переоборудование всех ПЛА, главным строителем атомных подводных лодок. Под его руководством и при непосредственном участии были отремонтированы, модернизированы и сданы флоту шесть ПЛА, входивших в номенклатуру Госплана СССР: К-8 (заводской номер 261, ответственный сдатчик А. В. Куликов), К-159 (№ 289, В. П. Пискулин), К-21(№ 284, В. В. Штефан), К-50(№ 291, Ю. Н. Корепанов) все проекта 627А: К-16 (№ 905) проекта 658М (А. И. Тихонов) и К-1 (№ 535) проекта 675 (В. П. Никулин).
Для решения задач судоремонта, модернизации и переоборудования атомных подводных лодок, которых в «золотой век» советского судостроения (середина шестидесятых — начало восьмидесятых годов XX столетия) было спущено на воду втрое больше, чем в США, было принято постановление Правительства о строительстве на Кольском полуострове судоремонтного завода «Нерпа», который в 1970 г. был включен во вновь созданное производственное объединение «Север».
Август 1971 — апрель 1972 гг. — главный инженер строившегося судоремонтного завода «Нерпа», г. Мурманск-60 (ныне г. Снежногорск Мурманской области);
Октябрь 1972 — август 1983 гг. — директор СРЗ «Нерпа».
Валентин Васильевич решал вопросы по организации проектирования и строительства завода и заводского поселка Вьюжный (ныне г. Снежногорск Мурманской области), освоению вновь вводимых промышленных объектов, строительству дорог, созданию инфраструктуры, быта, здравоохранения, культуры, просвещения и др. Завод строился и вырос в самостоятельное предприятие первой категории, а заводской поселок стал в 1980 г. закрытым городом Мурманск-60. С апреля 1974 г. завод приступил к ремонту ПЛА второго поколения проекта 671, входивших в состав 3-й дивизии 1-й флотилии атомных подводных лодок Северного флота. Одновременно завод оказывал производственную помощь Северному машиностроительному предприятию, Ленинградскому, Адмиралтейскому заводу и заводу «Звёздочка» в выполнении ими планов судостроения.
Для подготовки руководящих кадров на заводе была создана и успешно работала двухгодичная школа резерва, которую возглавлял и в которой вёл преподавательскую работу директор завода. Многие молодые специалисты, начав трудовую деятельность на заводе и пройдя обучение в школе резерва с защитой выпускной работы, через 3-4 года становились начальниками цехов, отделов, служб, а некоторые впоследствии были заместителями директора и руководителями предприятия.
Строительство завода и города находилось под постоянным контролем ЦК КПСС и Совета Министров СССР. Неоднократно на заводе бывал Д. Ф. Устинов в качестве секретаря ЦК КПСС по военно-промышленным вопросам, и далее как министр обороны СССР, и сменивший его на посту секретаря ЦК КПСС Я. П. Рябов; а также министры судостроительной промышленности Б. Е. Бутома, М. В. Егоров, И. С. Белоусов, министр Минмонтажстроя Б. В. Бакин и другие работники ЦК КПСС, Совета Министров СССР и Минсудпрома. Особое внимание строительству завода уделял командующий Северным флотом адмирал флота Г. М. Егоров и сменивший его адмирал В. Н. Чернавин. При каждом их посещении завода подробно рассматривались дела обеспечения военными строителями плана стройки, по недостаткам они принимали конкретные решения. Посещение завода Главнокомандующим ВМФ адмиралом Флота Советского Союза С. Г. Горшковым, его заместителями адмиралами П. Г. Котовым, В. Г. Новиковым, В. В. Зайцевым, начальниками ТУ Северного флота контр-адмиралами А. П. Мищуком, Н. Г. Мормулем позволяло оперативно решать вопросы организации ремонта и подернизации ПЛА проекта 671РТМ, 670М.
Большая заслуга в строительстве завода и города принадлежит заместителям командующего Северным флотом и начальникам Северовоенморстроя генералам С. А. Спирину, Б. С. Фулику, Л. В. Шумилову, А. М. Гайдуку, В. М. Закиматову, полковнику С. С. Порохину, их заместителям и командирам строительных отрядов.
Неоднократно бывали на заводе и помогали Валентину Васильевичу решать вопросы в Москве работники Совета Министров СССР С. С. Матвеев, Совета Министров РСФСР М. А. Бабиков, Госплана СССР И. Г. Юрьев, начальники Главвоенстроя Министерства обороны СССР В. К. Орловский, Г. Н. Карев, В. И. Иванков, В. В. Волков и другие представители научных, проектных, промышленных организаций и Военно-Морского Флота.
Особый контроль за развитием инфраструктуры города осуществлял первый секретарь Мурманского обкома КПСС В. Н. Птицын. По его требованию было создано развитое подсобное хозяйство завода (теплицы, ферма крупного рогатого скота, свиноферму), что в условиях Заполярья позволяло решать проблему питания работников завода и жителей города.
Завод успешно выполнял годовые и десятилетние планы по производству и сдаче отремонтированных ПЛА флоту. Валентин Васильеви Мурко был председателем государственных комиссий по приемке новых объектов от строительных организаций.
Будучи директором завода, неоднократно избирался депутатом и членом исполкома городского Совета народных депутатов Мурманска-60, Североморска, Полярного, был членом Североморского горкома КПСС.
После окончания Академии был направлен на работу в Министерство судостроительной промышленности СССР.
Август 1985 — март 1986 гг. главный инженер, первый заместитель начальника 6-го Главного производственного управления;
Март 1986 — май 1988 гг. — начальник 12-го Главного производственного управления;
Май 1988 — 31 декабря 1991 гг. — член коллегии, начальник 1-го Главного управления Минсудпрома.

## Работа в Министерстве судостроительной промышленности
В состав Первого главка Минсудпрома после объединения с 12-м главком входили заводы по строительству подводных лодок: Северное машиностроительное предприятие (СМП), Ленинградское Адмиралтейское объединение (ЛАО), «Красное Сормово», Комсомольский-на-Амуре судостроительный завод им. Ленинского комсомола; судоремонтные заводы: «Звездочка», «Нерпа», «Звезда», «Дальзавод», Севастопольский морской завод, «Персей», строившийся завод «Паллада»; лодочные проектные бюро: ЦКБ МТ «Рубин», ЛПМБМ «Малахит», ЦКБ «Лазурит»; ремонтные бюро: Научно-исследовательское проектно-технологическое бюро «Онега», ЦКБ «Черноморец», Приморское ЦКБ, девять производственно-технических баз СПТБ для ПЛА и одно СПТБ для дизельных лодок.
В штате Первого главка Минсудпрома был создан отдел по организации и координации работ, направленных на обеспечение ядерной взрывобезопасности носителей ядерных боеприпасов, комплексов ядерного оружия, морских транспортов вооружения и их составных частей.
В соответствии с постановлением ЦК КПСС и Совета Министров СССР и приказом министра на начальника Первого главка была возложена личная ответственность за организацию работ по оперативному рассмотрению и решению предприятиями главка вопросов по устранению отказов и неисправностей корабельного оборудования и вооружения, а также на весь срок службы за исправную работу паропроизводящих установок и систем защиты и управления ядерными реакторами.
С 1988 г. в связи с наступлением первых признаков распада народного хозяйства страны, начали возникать трудности и в судостроении. Однако, несмотря на это, в конструкторских бюро 1-го главка продолжали создавать новые проекты атомных подводных лодок: 957 («Кедр»), 991 («Меркурий»), 935 («Борей»), 955 («Борей-1»), 885 («Ясень»), 977 («Лада»), «Аксон-2» и глубоководных комплексов. ЦБК, обеспечивающие судоремонт, создавали технические проекты на модернизацию и переоборудование крупных надводных кораблей, в том числе и тяжёлых авианесущих крейсеров проекта 1143 «Новороссийск», «Минск», проходивших ремонт на Дальзаводе в г. Владивостоке
После ликвидации в начале 1988 г. Минлегпищемаша СССР в состав Первого главка вошли восемь заводов и четыре проектные организации ликвидированного министерства, которые производили оборудование для мукомольных, зернообрабатывающих, сахаропроизводящих и других предприятий. Эти заводы по оснащению оборудованием и технологическому процессу считались устаревшими. К каждому из них в качестве кураторов были прикреплены мощные судостроительные и судоремонтные заводы и ЦКБ. Эти меры вскоре положительно сказались на их работе. В целом заводы 1-го Главного производственного управления Минсудпрома выполняли государственный план, обеспечивали испытания и сдачу кораблей ВМФ. В тот период достраивались атомные РПК СН проекта 667БДРМ и атомные тяжёлые РПК СН проекта 941, было развернуто строительство крейсерских атомных ракетно-торпедных подводных лодок проекта 971, многоцелевых атомных ракетно-торпедных подводных лодок проектов 945 («Барракуда») и 945 («Конкорд»), малых ПЛА проектов 1910 и 1851, а также дизель-электрических ПЛ проектов 877 («Варшавянка»), 877ЭКМ и нескольких проектов глубоководных аппаратов. Проходили ремонт, модернизацию и переоборудование ПЛА проектов 671, 671РТМ, 670М, 675МКВ, РПК СН проектов 667А, 667Б, 667БД, 667БДР, 667АН, 667АК, 667АТ, а также ряд крупных надводных кораблей, включая тяжелые авианесущие крейсера «Новороссийск» и «Минск».

Могила Мурко на Николо-Архангельском кладбище Москвы.

## Работа в постсоветское время
После упразднения Министерства судостроительной промышленности СССР, заводами и ЦКБ 1-го Главного управления был создан концерн «Морское кораблестроение», который в 1992 г. в соответствии с Указом Президента РФ был преобразован в ОАО «Морское кораблестроение».
Январь 1992 — март 1993 гг. — вице-президент концерна, а затем ОАО «Морское кораблестроение»;
Март 1993 — август 2004 гг. — президент ОАО «Морское кораблестроение».
Валенти Васильевич Мурко участвовал в разработке программ достройки ранее заложенных подводных лодок и надводных кораблей. По заказу ОАО «Газпром» руководил разработкой комплексной программы по созданию судов и плавучих средств для сооружения подводных газопроводов. Участвовал в рассмотрении и утверждении технических проектов судов и размещении заказов на заводах для их строительства. В составе комиссии Минатома РФ Мурко В. В. обследовал береговые технические базы перезарядки ядерных реакторов на Камчатке, в бухте Сысоева (ТОФ), в губе Андреева (СФ) и Мурманской базы «Атомфлота», а также пункты отстоя выведенных из эксплуатации ПЛА и блоков реакторных отсеков в бухтах Крашенинникова, Павловского, Разбойник (ТОФ) и бухте Сайда-Губа (СФ). Также принимал участие в выработке подходов по оптимальному решению утилизации ПЛА. По заданию Минатома РФ Валентин Васильевич руководил разработкой программы создания Государственной региональной компании по обращению с радиоактивными отходами (впоследствии ГУП «ДальРАО»). При реализации соглашения между Россией и Японией руководил группой сопровождения от российской стороны проекта создания плавучего комплекса по переработке жидких радиоактивных отходов ПЗО-500 («Ландыш»), неоднократно участвовал в совещаниях по вопросам строительства, испытаний и сдачи комплекса в эксплуатацию. В. Мурко принимал участие в работе российско-норвежской комиссии по выполнению соглашения между Правительством Российской Федерации и Правительством Королевства Норвегия о сотрудничестве в области охраны окружающей среды в связи с утилизацией российских атомных подводных лодок, выведенных из состава ВМФ в Северном регионе и повышения ядерной и радиационной безопасности от 26 мая 1998 г.
С августа 2004 г. вышел на пенсию и являлся внештатным консультантом по вопросу судостроения и утилизации атомных подводных лодок.
Опубликовал в отраслевых журналах «Экономика судостроительной промышленности», «Судостроение», а также в отчетах и печатных изданиях Академии народного хозяйства СССР ряд научных трудов.
Валентин Васильевич награждён орденом Октябрьской революции (1990 г.), орденом Трудового Красного Знамени (дважды — 1974, 1981 гг.), медалями: «300 лет Российскому флоту» (1996 г.), «За доблестный труд. В ознаменование 100-летия со дня рождения Владимира Ильича Ленина» (1970 г.) и «Ветеран труда» (2002 г.), нагрудным знаком «Отличник судостроительной промышленности».

## Увековечивание памяти
27 сентября 2014 г. состоялось торжественное открытие мемориальной доски на центральной площади г. Снежногорска, которая с мая 2014 г. носит имя Мурко В. В. Именно здесь неизменно с лозунгами и плакатами по старой доброй традиции советских времен собираются заводчане на первомайской демонстрации, где их приветствует руководство градообразующего предприятия и муниципалитета, чтобы в очередной раз подчеркнуть неоценимый вклад судоремонтников в развитие Снежногорска, области и поддержание оборонной мощи страны. На торжественной церемонии присутствовала дочь Валентина Васильевича, Оксана Качайник, и внук Антон.
— Горько, что сегодня его нет с нами. Что обычно все такие мероприятия проходят посмертно, — делится дочь В. В. Мурко Оксана Качайник. — Но, я хочу сказать, когда люди помнят историю своего города, когда они так живо участвуют в жизни города, то у этого города есть большое и светлое будущее. Город, который стал бы родным и любимым для всех поколений заводчан и их семей. О таком будущем Снежногорска мечтал и Валентин Васильевич Мурко.

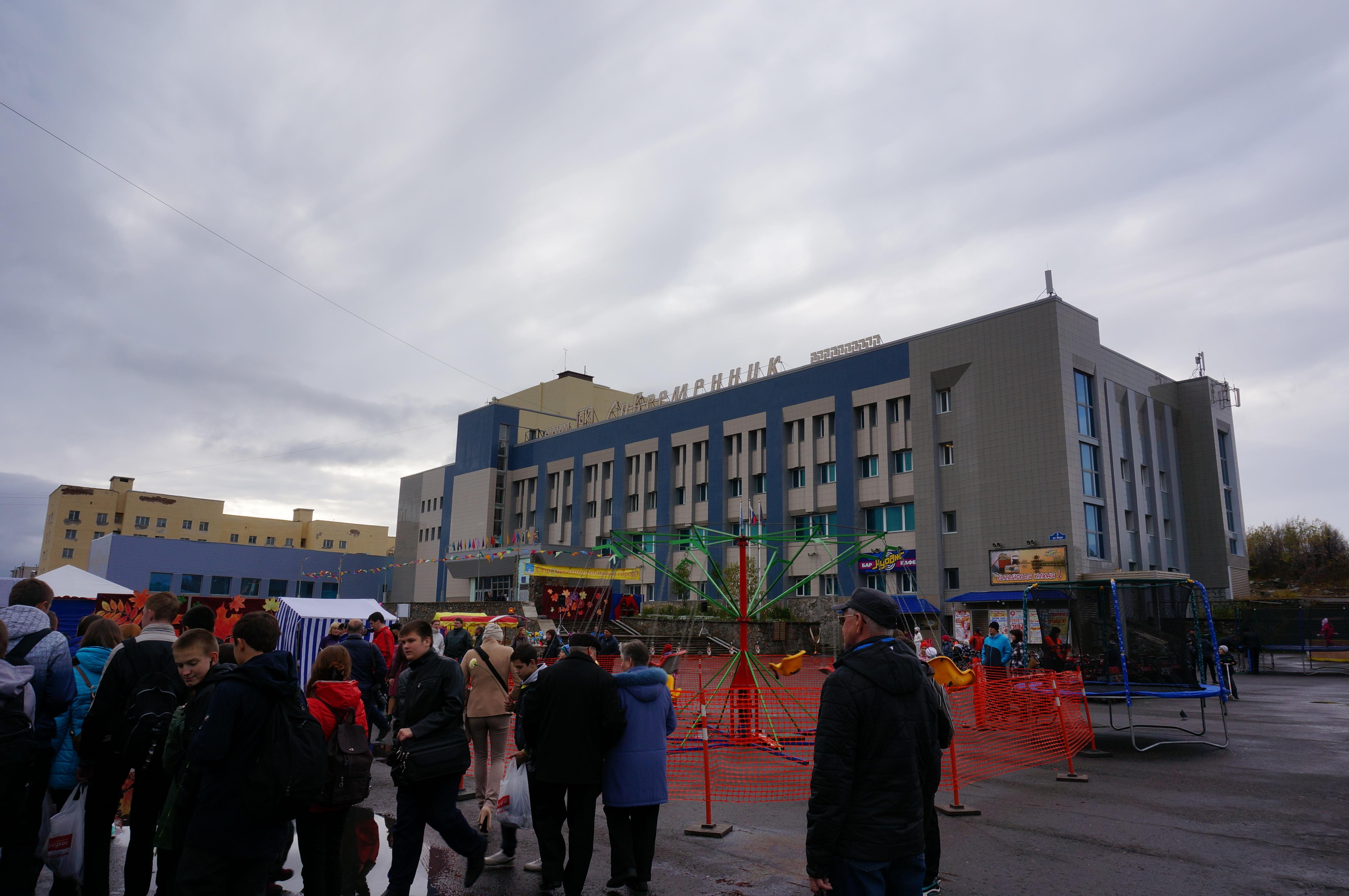
Центральная площадь г. Снежногорска, носящая имя В.В. Мурко
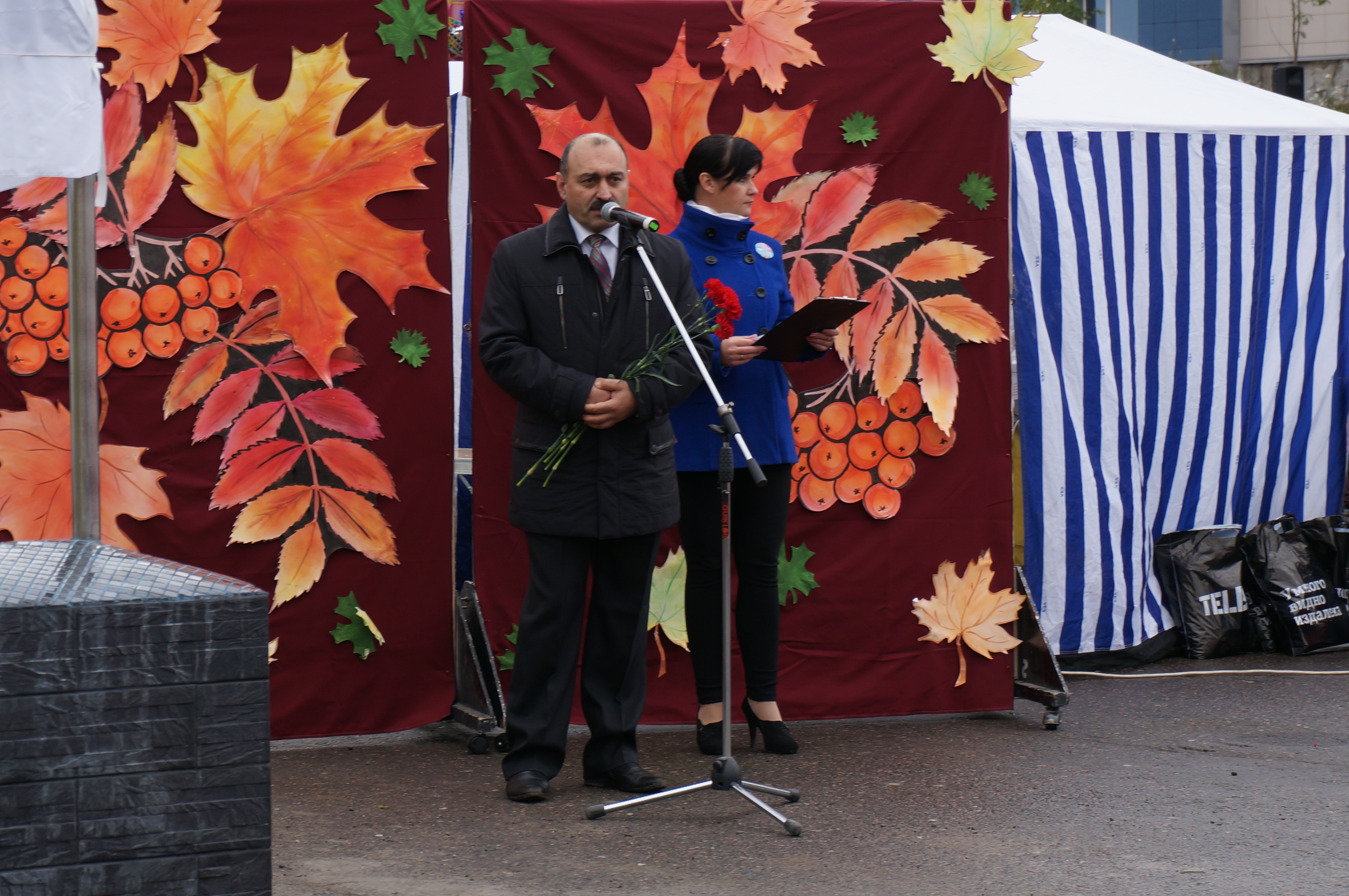
Директор завода «Нерпа» А.А. Оганян на открытии памятной доски на площади В.В. Мурко
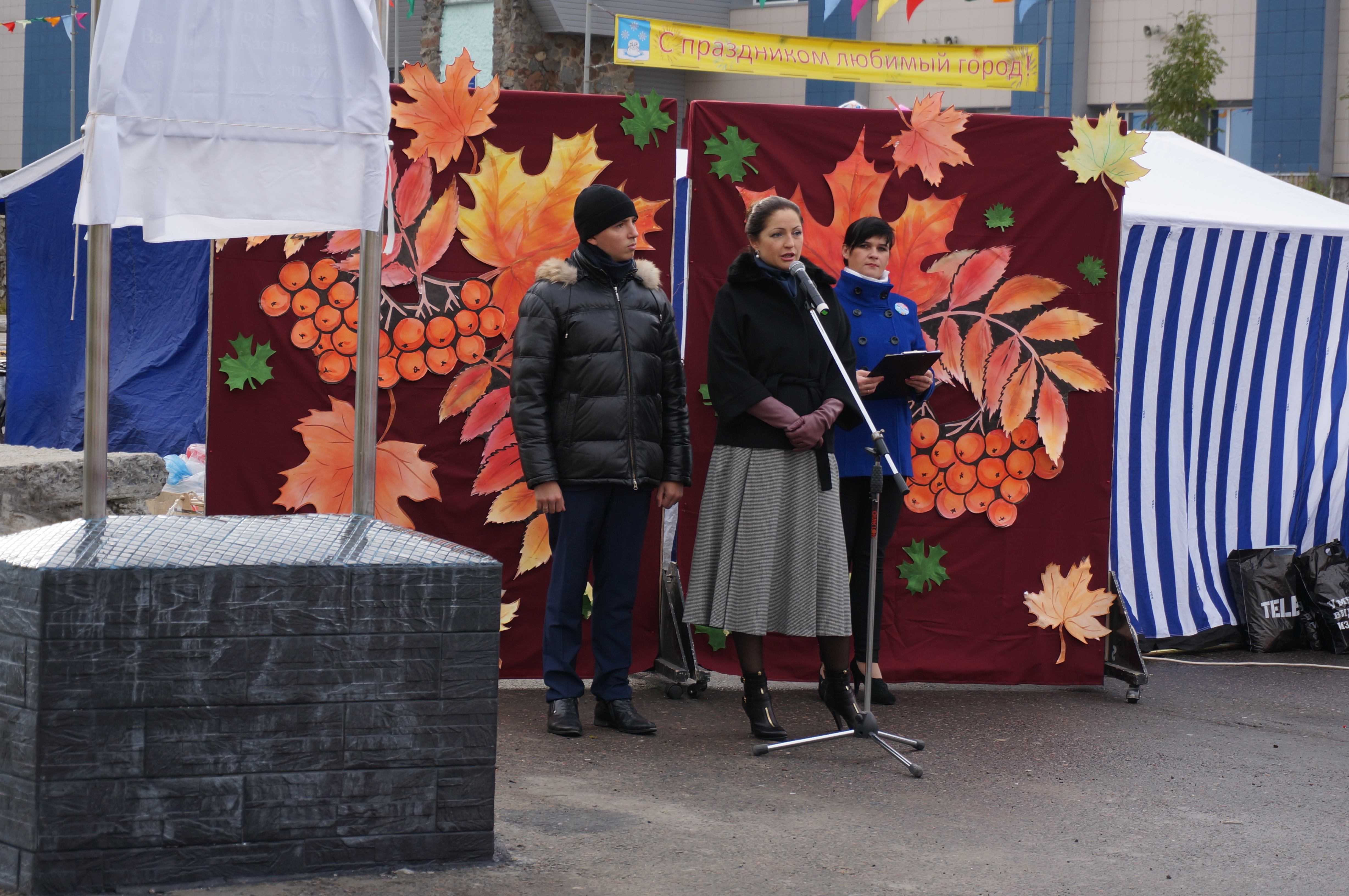
О.В. Качайник, дочь Валентина Васильевича Мурко, на открытии памятной доски на площади В.В. Мурко
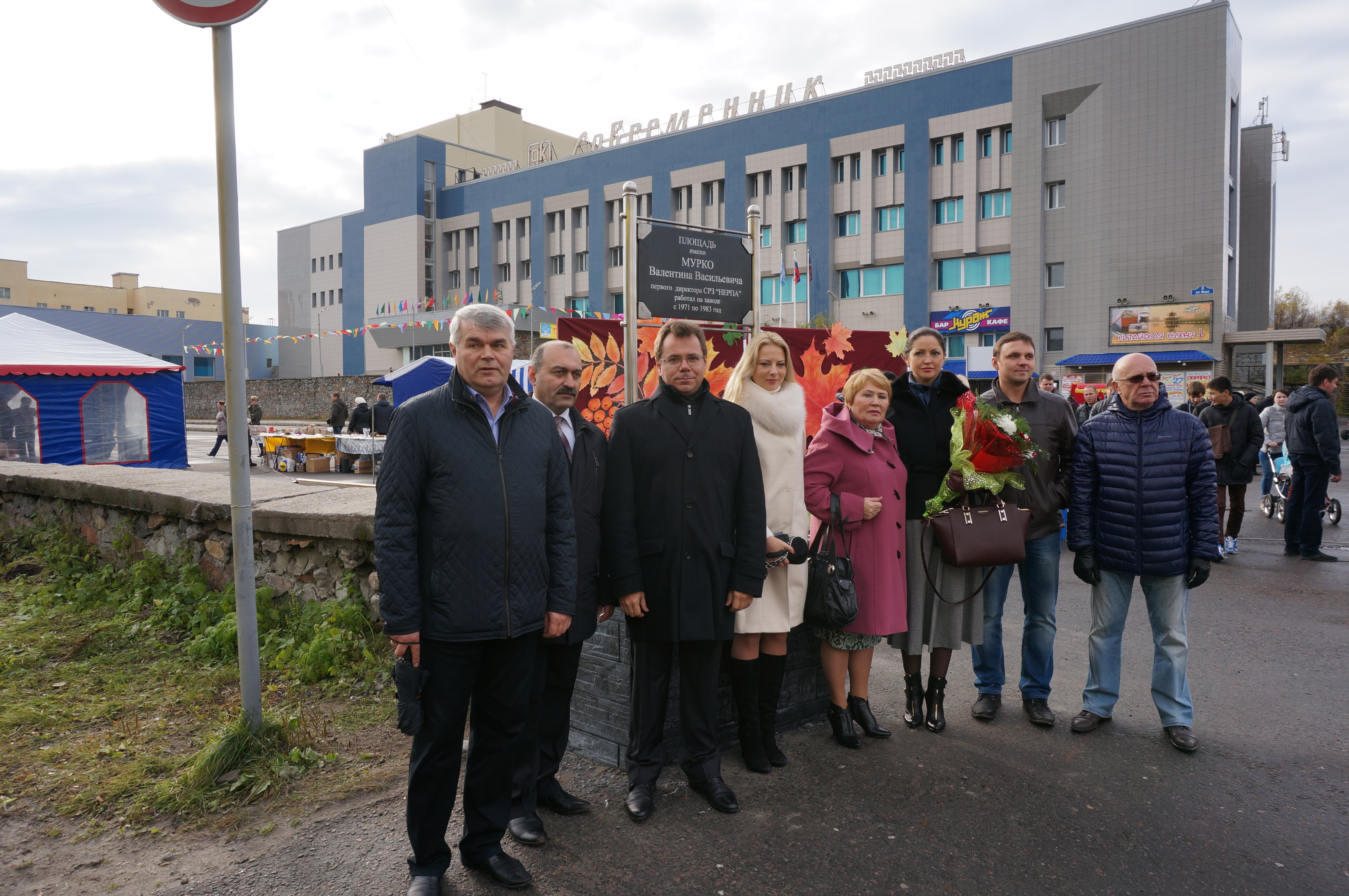
На открытии памятной доски
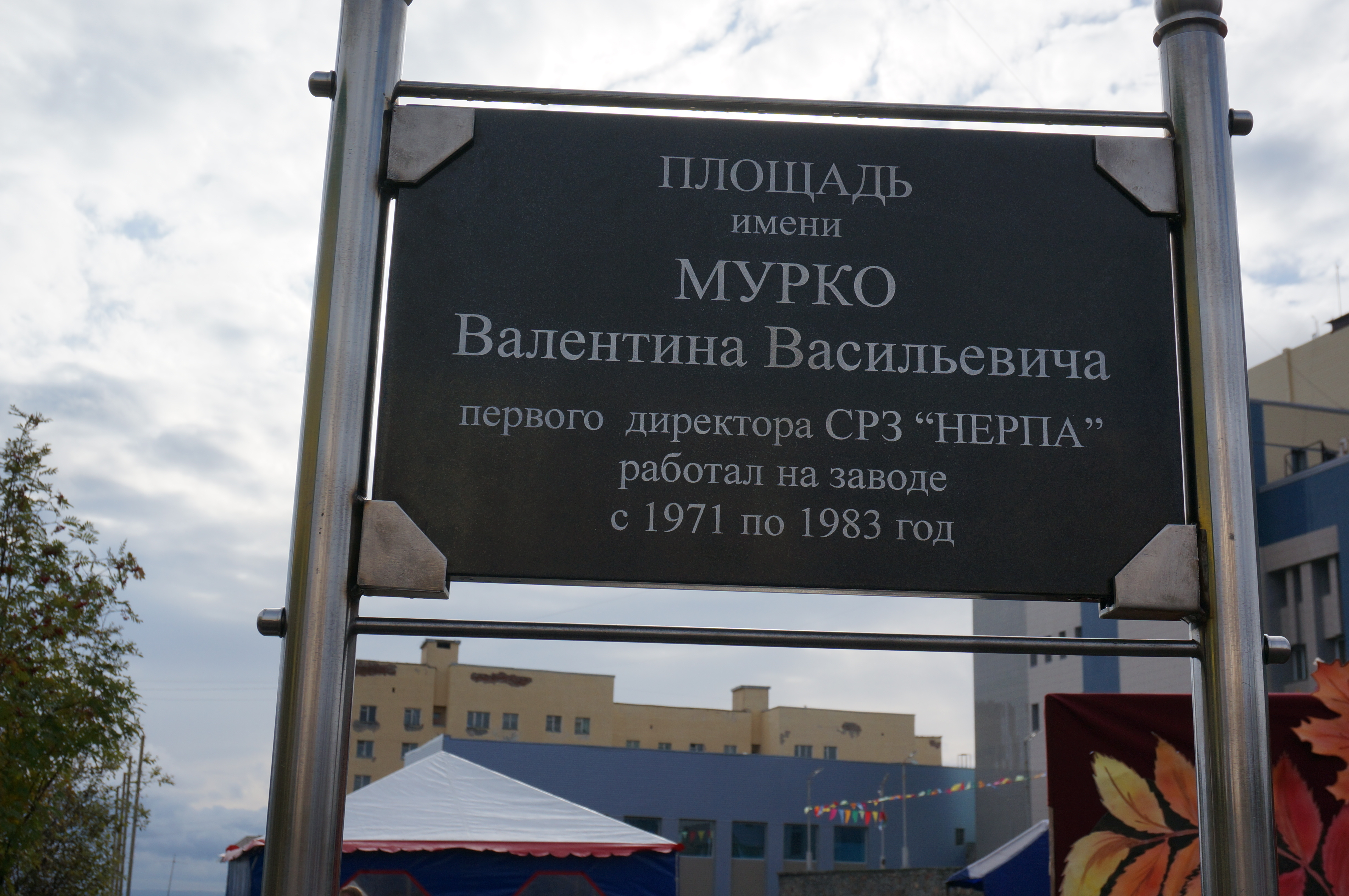
Памятно-мемориальная доска на площади В.В. Мурко

## Фотогалерея

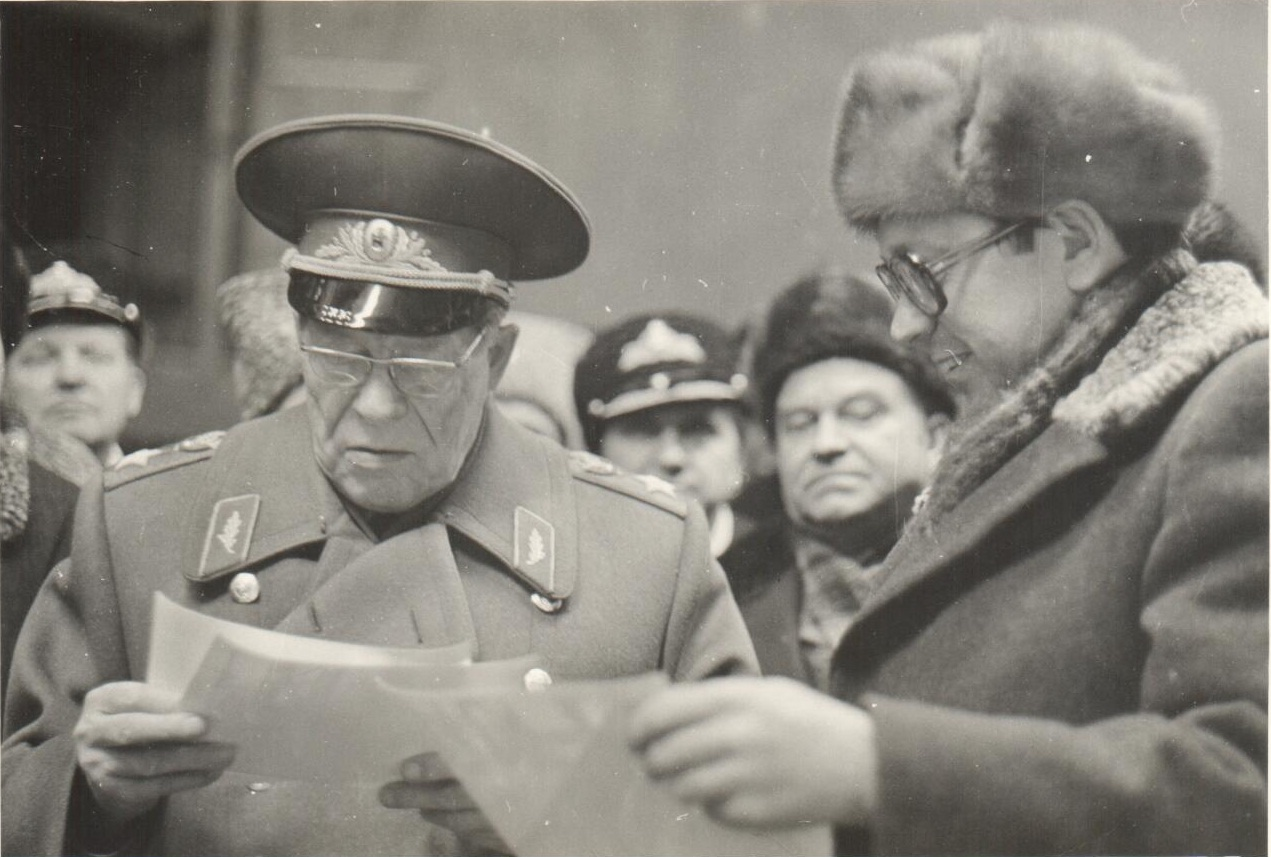
На СРЗ «Нерпа». Д.Ф. Устинов и В.В. Мурко, 11 марта 1983 г.
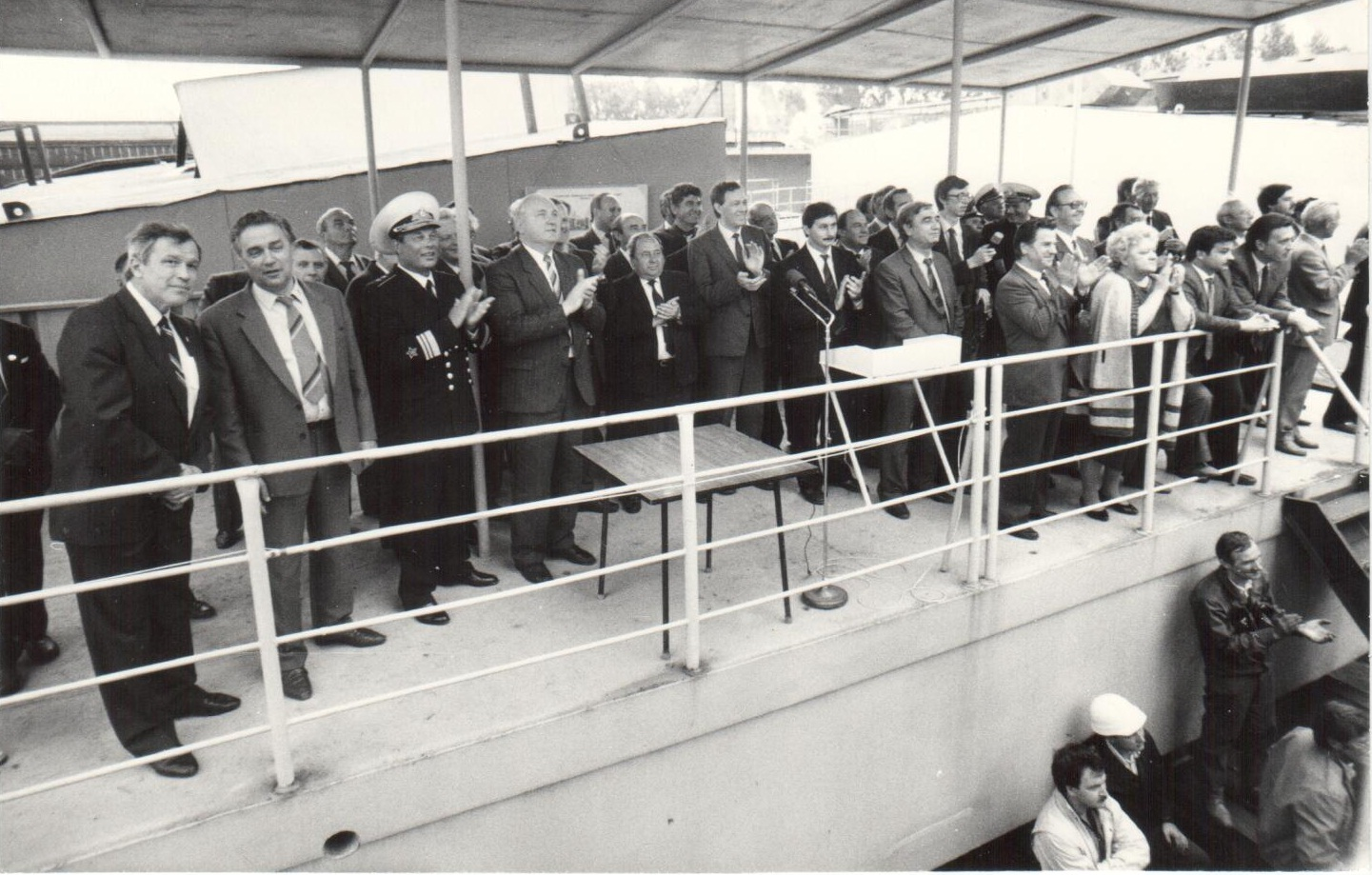
Спуск на воду НИС «Академик Пилюгин», 23 августа 1991 г.
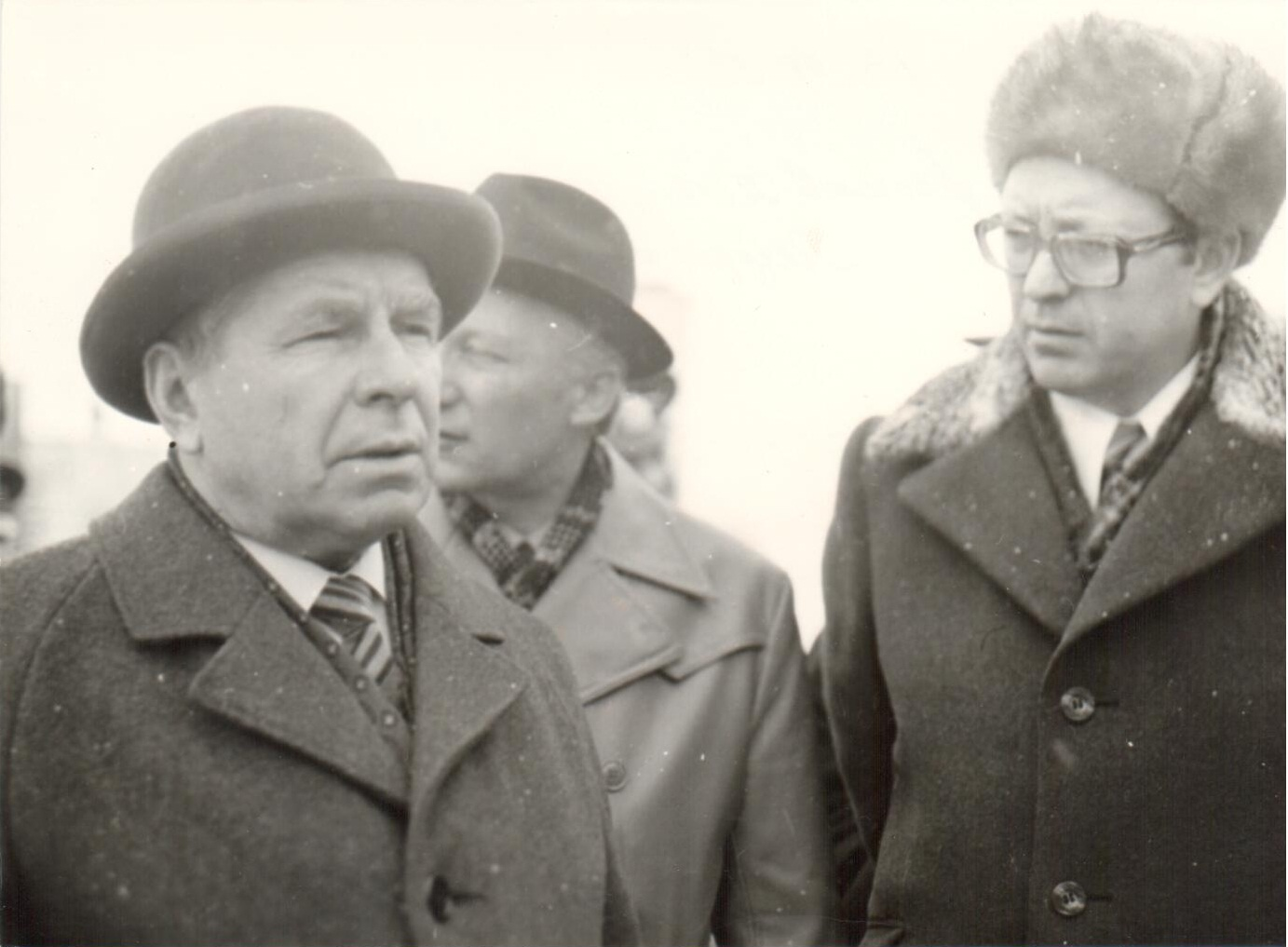
Л.П. Стефанов, В.Н. Пискунов, В.В. Мурко
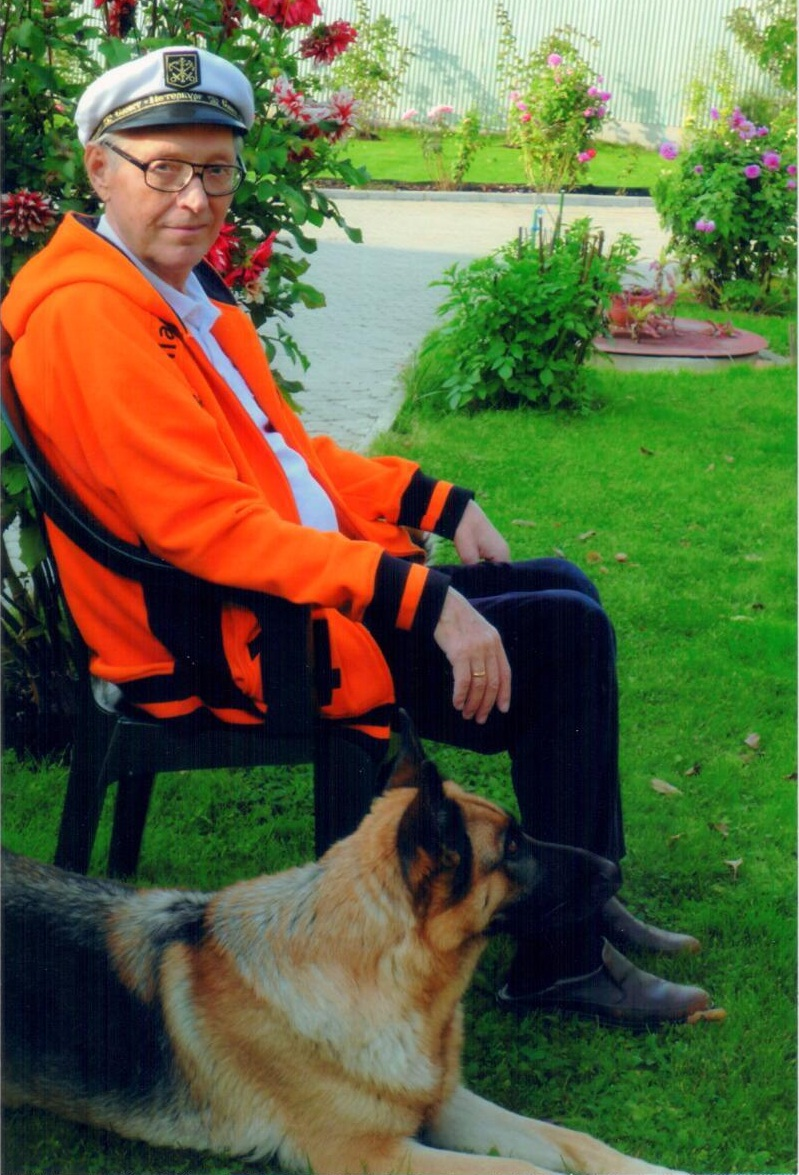
С верным другом в Хотьково, 2010 год
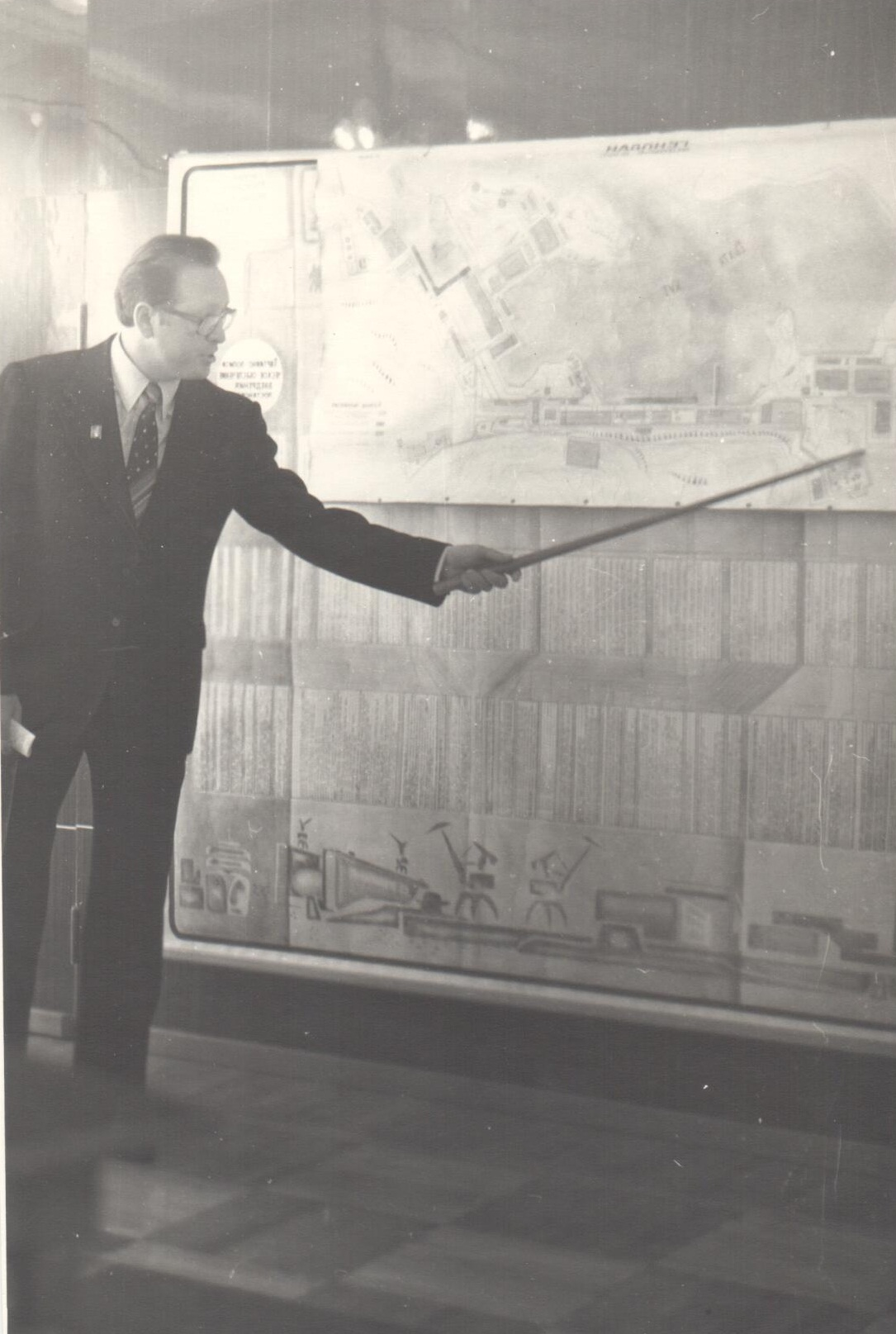
Доклад о темпах строительства
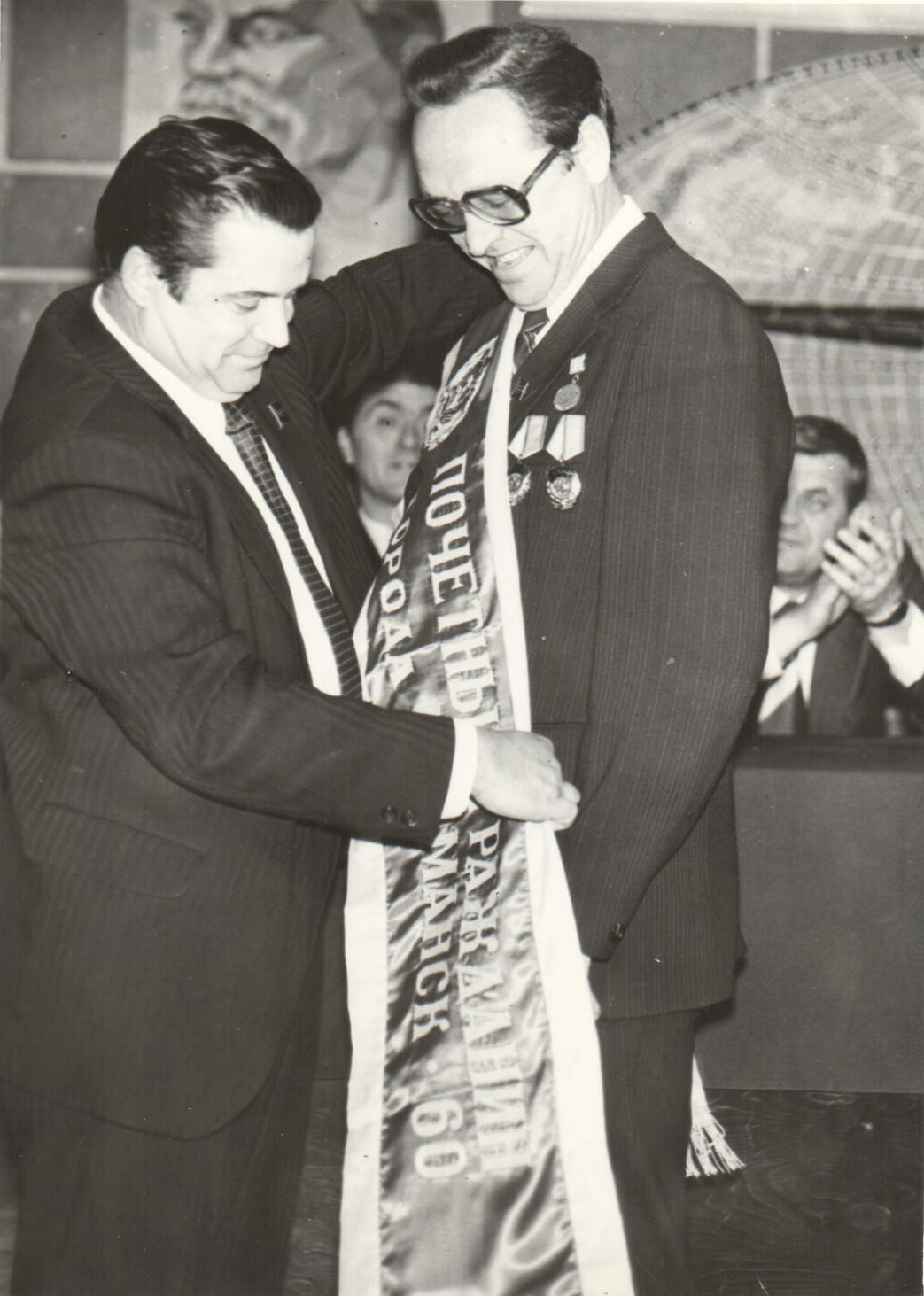
Награждение званием «Почётный гражданин г. Мурманск-60»